# Урупський гірничо-збагачувальний комбінат
Урупський гірничо-збагачувальний комбінат — підприємство з випуску мідного та сірчаного концентратів на базі Урупського родовища мідних руд у Ставропольському краї, РФ.
Похилі рудні тіла середньої потужності розробляються підземним способом в основному системами підповерхового обвалення (80 %) та горизонтальними шарами із закладкою виробленого простору (13 %).